# Eryngium prostratum
Eryngium prostratum är en flockblommig växtart som beskrevs av Thomas Nuttall och Dc. Eryngium prostratum ingår i släktet martornar, och familjen flockblommiga växter. Inga underarter finns listade i Catalogue of Life.